# Bretagne Classic 2020
La 84.ª edición de la clásica ciclista Bretagne Classic (nombre oficial: Bretagne Classic - Ouest-France) fue una carrera en Francia que se celebró el 25 de agosto de 2020 con inicio y final en la ciudad de Plouay sobre un recorrido de 247,8 kilómetros.
La carrera forma parte del UCI WorldTour 2020, calendario ciclístico de máximo nivel mundial, siendo la undécima carrera de dicho circuito y fue ganada por el australiano Michael Matthews del Sunweb. Completaron el podio, como segundo y tercer clasificado respectivamente, el esloveno Luka Mezgec del Mitchelton-Scott y el francés Florian Sénéchal del Deceuninck-Quick Step.

## Recorrido
Para esta edición, la Bretagne Classic fue una carrera llena de efemérides ya que sirvió para celebrar el 20º aniversario del Campeonato Mundial de Ciclismo realizado en el año 2000, así mismo el recorrido transitó por Yffiniac, localidad de nacimiento de Bernard Hinault, al que se rindió homenaje por el 40.º aniversario de su primer y único oro mundialista. 
La carrera francesa, además, situó este año la salida en la colina Lézot, donde Laurent Fignon ganó para convertirse en campeón de Francia en 1984 y volvió a visitar, durante el transcurso de la misma, la colina de Pont-neuf, que marcó la historia del Gran Premio de Plouay entre 1956 y 1975. Fue 17 veces la subida final de la carrera, aunque en 2020 su cima se situó a 2000 metros de la línea de meta, que era la misma del Mundial de Ciclismo de hace 20 años. En total, la Bretagne Classic tuvo un recorrido de 247,8 kilómetros.

## Equipos participantes
Tomaron parte en la carrera 23 equipos: 17 de categoría UCI WorldTeam y 6 de categoría UCI ProTeam. Formaron así un pelotón de 159 ciclistas de los que acabaron 104. Los equipos participantes fueron:
| WorldTeams (16)- AG2R La Mondiale - Astana - Bahrain McLaren - CCC Team - Lotto Soudal - EF Pro Cycling - NTT Pro Cycling - UAE Team Emirates - Movistar Team - Deceuninck-Quick Step - Mitchelton-Scott - Groupama-FDJ - Cofidis - Team Sunweb - Trek-Segafredo - Israel Start-Up Nation ProTeams (6)- Alpecin-Fenix - Total Direct Énergie - B&B Hotels-Vital Concept p/b KTM - Arkéa-Samsic - Circus-Wanty Gobert - Nippo Delko One Provence |
| |

## Clasificaciones finales
- Las clasificaciones finalizaron de la siguiente forma:[3]

### Clasificación general
| \| Clasificación general \| Clasificación general \| Clasificación general \| Clasificación general \| Clasificación general \| \| Ciclista \| Ciclista \| Equipo \| Tiempo \| \| \| --------------------- \| --------------------- \| ------------------------ \| --------------------- \| --------------------- \| \| 1.º \| Michael Matthews \| Team Sunweb \| 6 h 01 min 14 s \| \| \| 2.º \| Luka Mezgec \| Mitchelton-Scott \| + 1 s \| \| \| 3.º \| Florian Sénéchal \| Deceuninck-Quick Step \| + 1 s \| \| \| 4.º \| Aimé De Gendt \| Circus-Wanty Gobert \| + 1 s \| \| \| 5.º \| Alessandro Fedeli \| Nippo-Delko One Provence \| + 1 s \| \| \| 6.º \| Quinn Simmons \| Trek-Segafredo \| + 1 s \| \| \| 7.º \| Nils Eekhoff \| Team Sunweb \| + 3 s \| \| \| 8.º \| Daniel McLay \| Arkéa-Samsic \| + 5 s \| \| \| 9.º \| Anthony Roux \| Groupama-FDJ \| + 5 s \| \| \| 10.º \| Iván García Cortina \| Bahrain McLaren \| + 5 s \| \| |                     |                          |                 |
| |                     |                          |                 |
| Fuente: ProCyclingStats |                     |                          |                 |
| Clasificación general |                     |                          |                 |
| Ciclista | Ciclista            | Equipo                   | Tiempo          |
| 1.º | Michael Matthews    | Team Sunweb              | 6 h 01 min 14 s |
| 2.º | Luka Mezgec         | Mitchelton-Scott         | + 1 s           |
| 3.º | Florian Sénéchal    | Deceuninck-Quick Step    | + 1 s           |
| 4.º | Aimé De Gendt       | Circus-Wanty Gobert      | + 1 s           |
| 5.º | Alessandro Fedeli   | Nippo-Delko One Provence | + 1 s           |
| 6.º | Quinn Simmons       | Trek-Segafredo           | + 1 s           |
| 7.º | Nils Eekhoff        | Team Sunweb              | + 3 s           |
| 8.º | Daniel McLay        | Arkéa-Samsic             | + 5 s           |
| 9.º | Anthony Roux        | Groupama-FDJ             | + 5 s           |
| 10.º | Iván García Cortina | Bahrain McLaren          | + 5 s           |

## UCI World Ranking
La Bretagne Classic otorgó puntos para el UCI World Ranking para corredores de los equipos en las categorías UCI WorldTeam, UCI ProTeam y Continental. Las siguientes tablas son el baremo de puntuación y los 10 corredores que obtuvieron más puntos:
| Posición   | 1.º | 2.º | 3.º | 4.º | 5.º | 6.º | 7.º | 8.º | 9.º | 10.º | 11.º | 12.º | 13.º | 14.º | 15.º-20.º | 21.º-30.º | 31.º-50.º | 51.º-55.º | 56.º-60.º |
| Puntuación | 400 | 320 | 260 | 220 | 180 | 140 | 120 | 80  | 68  | 56   | 48   | 40   | 32   | 28   | 24        | 16        | 8         | 4         | 2         |

| Clasificación |                     |                          |        |
| Posición      | Ciclista            | Equipo                   | Puntos |
| ------------- | ------------------- | ------------------------ | ------ |
| 1.º           | Michael Matthews    | Sunweb                   | 400    |
| 2.º           | Luka Mezgec         | Mitchelton-Scott         | 320    |
| 3.º           | Florian Sénéchal    | Deceuninck-Quick Step    | 260    |
| 4.º           | Aimé De Gendt       | Circus-Wanty Gobert      | 220    |
| 5.º           | Alessandro Fedeli   | NIPPO DELKO One Provence | 180    |
| 6.º           | Quinn Simmons       | Trek-Segafredo           | 140    |
| 7.º           | Nils Eekhoff        | Sunweb                   | 120    |
| 8.º           | Daniel McLay        | Arkéa Samsic             | 100    |
| 9.º           | Anthony Roux        | Groupama-FDJ             | 80     |
| 10.º          | Iván García Cortina | Bahrain McLaren          | 68     |